# Geirangers socken
Geirangers socken (norska: Geiranger sokn) är en församling i Nordre Sunnmøre prosteri i Møre stift inom Norska kyrkan. Församlingen omfattar ett område kring Geirangerfjorden, i den sydöstra delen av Stranda kommun i Møre og Romsdal fylke i västra Norge.

## Kyrkor
- Geirangers kyrka, Geiranger